# ワシントン郡 (カンザス州)
ワシントン郡（ワシントンぐん、英: Washington County）は、アメリカ合衆国カンザス州の北部に位置する郡である。2010年国勢調査での人口は5,799人であり、2000年の6,483人から10.6%減少した。郡庁所在地はワシントン市（人口1,131人）であり、同郡で人口最大の都市でもある。

## 21世紀
2010年、キーストーン・クッシング・パイプライン（フェイズ2）がワシントンを南北に貫いて建設され、免税や漏洩が起きた場合の環境問題について議論を呼んだ。

## 法と政府
ワシントン郡はアルコールを禁じる、すなわち「ドライ」の郡だったが、1986年にカンザス州憲法が修正され、住民は投票で個人が嗜むアルコール飲料の販売を承認した。ただし、食料販売量の30%までという制限が付いた。

## 地理
アメリカ合衆国国勢調査局に拠れば、郡域全面積は898.84平方マイル (2,328.0 km2) であり、このうち陸地は898.46平方マイル (2,327.0  km2)、水域は0.38平方マイル (0.98 km2) で水域率は0.04%である。

### 隣接する郡
- ジェファーソン郡 (ネブラスカ州) - 北
- ゲージ郡 (ネブラスカ州) - 北東
- マーシャル郡 - 東
- ライリー郡 - 南東
- クレイ郡 - 南
- クラウド郡 - 南西
- リパブリック郡 - 西
- セイヤー郡 (ネブラスカ州) - 北西

## 人口動態

人口ピラミッド

以下は2000年の国勢調査による人口統計データである。
| 基礎データ - 人口: 6,483人 - 世帯数: 2,673 世帯 - 家族数: 1,780 家族 - 人口密度: 3人/km2（7人/mi2） - 住居数: 3,142軒 - 住居密度: 1軒/km2（4軒/mi2） 人種別人口構成 - 白人: 98.90% - アフリカン・アメリカン: 0.11% - ネイティブ・アメリカン: 0.34% - アジア人: 0.05% - その他の人種: 0.09% - 混血: 0.51% - ヒスパニック・ラテン系: 0.65% 年齢別人口構成 - 18歳未満: 23.7% - 18-24歳: 5.4% - 25-44歳: 22.9% - 45-64歳: 23.0% - 65歳以上: 25.1% - 年齢の中央値: 44歳 - 性比（女性100人あたり男性の人口） - 総人口: 100.8 - 18歳以上: 97.8 | 世帯と家族（対世帯数） - 18歳未満の子供がいる: 26.6% - 結婚・同居している夫婦: 59.4% - 未婚・離婚・死別女性が世帯主: 4.2% - 非家族世帯: 33.4% - 単身世帯: 31.2% - 65歳以上の老人1人暮らし: 17.8% - 平均構成人数 - 世帯: 2.35人 - 家族: 2.96人 収入と家計 - 収入の中央値 - 世帯: 29,363米ドル - 家族: 37,260米ドル - 性別 - 男性: 25,074米ドル - 女性: 18,000米ドル - 人口1人あたり収入: 15,515米ドル - 貧困線以下 - 対人口: 10.1% - 対家族数: 7.3% - 18歳未満: 12.2% - 65歳以上: 12.4% |

## 都市と町

### 法人化された都市
都市名の後の数字は2010年国勢調査での人口を示す。
- ワシントン, 1,131 - 郡庁所在地
- ハノーバー, 682
- クリフトン, 554、一部はクレイ郡内
- リン, 410
- グリーンリーフ, 331
- ハッダム, 104
- モロウビル, 155
- バーンズ, 159
- パーマー, 111
- マハスカ, 83
- ビニング, 45、一部はクレイ郡内
- ホーレンバーグ, 21

## その他の町
- ランハム

### 郡区
ワシントン郡は25の郡区に分けられている。ワシントン市が「政治的に独立」と見なされ、下表の郡区の数字からは外されている。下表で「人口中心」は最大都市であり、特に大きな数字でなければ、郡区の人口に含まれるものである。

## 教育

### 統一教育学区
- ワシントン郡 USD 108
- バーンズ・ハノーバー・リン USD 223
- クリフトン・クライド USD 224